# 創業之國
創業之國（Start-up Nation: The Story of Israel's Economic Miracle）是2009年出版的一本關於以色列經濟的書，作者为美国作家Dan Senor和以色列记者索尔·辛格。2010年，這本書在紐約時報商務類書籍暢銷書排行榜上排名第五位。這本書也上榜華爾街日報暢銷書排行榜。

## 外部連結
- Official website （页面存档备份，存于）